# Susanne Riess
Susanne Riess (Braunau am Inn, 3 januari 1961) is een Oostenrijks politica (FPÖ). Zij was van 4 februari 2000 tot 4 februari 2003 vicekanselier van Oostenrijk. Zij was hiermee de eerste vrouw die deze functie bekleedde.
Riess bezocht het gymnasium in Salzburg (1971-1979) en studeerde van 1979 tot 1984 rechten aan de Universiteit van Innsbruck. Tijdens haar studie was zij lid van de Ring Freiheitlicher Studenten, een rechts-nationalistisch studentenverband. Na haar promotie tot doctor in de rechten (1984) was ze werkzaam in de bouwsector. Politiek engageerde zij zich voor de Freiheitliche Partei Österreichs (FPÖ).
Tijdens de onderhandelingen over regeringsdeelname van de FPÖ aan een coalitie met de ÖVP in 2000 volgde zij Jörg Haider op als bondsvoorzitter van de FPÖ. Op 4 februari 2000 trad zij als vicekanselier toe tot het kabinet-Schüssel I. In september 2002 diende Riess na meningsverschillen met Haider haar ontslag in, maar bleef tot de vorming van een nieuwe coalitieregering van ÖVP/FPÖ in februari 2003 als vicekanselier aan. 
Na haar terugtreden uit de politiek werd zij in 2004 directeur-generaal van de financiële dienstverlener Wüstenrot-Gruppe en vicevoorzitter van de raad van toezicht van het Bundestheater. Van juli 2004 tot juni 2012 was zij lid van de bestuursraad van de Privatbank IHAG Zürich. Sinds 2014 heeft Riess zitting in de raad van toezicht van de onderneming Österreichische Bundes- und Industriebeteiligungen.
Susanne Ries was tot 2011 getrouwd met Michael Passer en stond tijdens haar huwelijk tijd bekend als Susanne Riess-Passer. Tegenwoordig heeft zij een relatie met de ÖVP-politicus Johannes Hahn.